# Anneau de glace
Pour les articles homonymes, voir Anneau.
Un anneau de glace ou ovale de glace est un type de patinoire utilisé pour le patinage de vitesse. En raison de la particularité des courses, elle requiert d'être en forme oblongue à la manière d'une piste d'athlétisme.

## Caractéristiques

Plan d'une piste de 400 mètres.

Plan d'une piste avec une comparaison de patinoires de hockey sur glace ou short-track. Le trajet représenté est de 500 m

La distance doit être comprise entre 333,33 et 400 mètres. L'anneau est en forme de ligne droite avec deux virages de 180°, dont les rayons doivent mesurer entre 25 et 20 mètres. La largeur de la piste doit être de 4 mètres en compétition. Les normes élevées demandent à l'intérieur de la piste une piste de préparation, également large de 4 mètres. Les lignes de départ et d'arrivée sont différentes pour les distances.
Jusque dans les années 1980, les anneaux étaient à l'extérieur. Depuis, les normes recommandent des anneaux en salle, mieux protégés des conditions climatiques. Les Jeux d'Albertville en 1992 sont les dernières olympiades avec une piste extérieure.

## Utilisations
Le CIO le reconnaît, les anneaux de glace ne constituent pas un bon héritage post-olympique, en raison de leurs grandes tailles et que la patinoire vaste ne peut tolérer d'autres sports indoor durant les Jeux. Les patinoires pour hockey sur glace et short-track sont moins complexes et peuvent être établies dans des centres sportifs polyvalents. Les dernières olympiades montrent que chaque ville-hôte dut construire une infrastructure pour ce sport. Les organisateurs joignirent aux anneaux des patinoires de plaisance ou des dispositifs transformant le site en centre polyvalent. Quelquefois, la conversion post-olympique implique le démontage des machines de réfrigérations.

## Liste des anneaux de glace
- Allemagne
  - Le Sportforum Hohenschönhausen de Berlin (1956).
  - Le Gunda Niemann-Stirnemann Halle d'Erfurt (2001).
  - Le Max Aicher Arena de Inzell (2011).

- Biélorussie
  - L'Arena de Minsk (2006)

- Canada :
  - L'Anneau olympique de Calgary (1987) construit pour les Jeux olympiques d'hiver de 1988.
  - L'Anneau olympique de Richmond (2008) construit pour les Jeux olympiques d'hiver de 2010.
  - L'Enerplex de Fort St. John (2009).
  - Le Centre de glaces de Québec (2021)

- Chine
  - Le Heilongjiang Indoor Rink de Harbin (1995).
  - Le Bayi Speed Skating Oval de Shenyang (1999).
  - Le Jilin Provincial Speed Skating Rink de Changchun (2005).
  - Le Daqing Stadium de Daqing (2005).
  - Le  	Indoor Icerink de Qiqihar (2007).
  - Le Xinjiang Ice Sport Centre de Ürümqi (2015).
  - L'Anneau national de patinage de vitesse de Pékin (2019) construit pour les Jeux olympiques d'hiver de 2022.

- Corée du Sud
  - Le Taereung Indoor Ice Rink de Séoul (2000)
  - L'Ovale de Gangneung (2017) construit pour les Jeux olympiques de 2018.

- États-Unis
  - Le James B. Sheffield Olympic Skating Rink de Lake Placid (1932) est une piste extérieure utilisable seulement en hiver.
  - Le Pettit National Ice Center de Milwaukee (1993).
  - L'Utah Olympic Oval (2001) construit pour les Jeux olympiques d'hiver de 2002.

- France
  - Stade olympique de Chamonix, construit pour les Jeux olympiques d'hiver de 1924 à Chamonix
  - Anneau de vitesse de Grenoble, construit pour les Jeux olympiques d'hiver de 1968 à Grenoble
  - Anneau olympique d'Albertville, construit pour les Jeux olympiques d'hiver de 1992 à Albertville
  - Les anneaux de vitesse furent tous reconvertis en stade d'athlétisme après les Jeux, en perdant leur patinoires. La Fédération française des sports de glace souhaite à long terme la création d'une piste permanente[3],[4].

- Italie
  - Patinoire de Baselga di Piné
  - L'Oval Lingotto de Turin (2005), construit pour les Jeux olympiques d'hiver de 2006.
  - Centre d'exposition de la Foire de Milan, ovale de glace temporaire pour les Jeux olympiques d'hiver de 2026

- Japon
  - Le M-Wave de Nagano (1996) construit pour les Jeux olympiques de 1998.
  - Le Meiji Hokkaido-Tokachi Oval de Obihiro (2009).

- Kazakhstan
  - Le Alau Ice Palace de Almaty (2011) construit pour les Jeux asiatiques d'hiver de 2011.

- Norvège
  - Le Vikingskipet de Hamar (1992) construit pour les Jeux olympiques d'hiver de 1994.
  - Le Fosenhallen de Botngård (2007).
  - La Sørmarka Arena de Stavanger (2010).

- Pays-Bas
  - Le Thialf de Heerenveen (1986).
  - Le Kardinge de Groningue (1993).
  - Le Leisure World Ice Center de Dronten (1998).
  - Le Kunstijsbaan de Bréda (2001).
  - Le De Westfries de Hoorn (2006).
  - Le IJsbaan Twente de Enschede (2008).
  - Le Ireen Wüst IJsbaan de Tilbourg (2009).
  - L'Elfstedenhal de Leeuwarden (2015).

- Pologne
  - L'Ice Arena de Tomaszów Mazowiecki (2017).
  - Le Tor COS de Zakopane (1956, 2008, 2024)

- Russie
  - L'Ice Palace Krylatskoye de Moscou (2004).
  - L'Uralskaya Molniya de Tcheliabinsk (2005)
  - Le Speed Skating Center de Kolomna (2006).
  - Le Centre de patinage Adler Arena de Sotchi (2012) construit pour les Jeux olympiques d'hiver de 2014.

- Suède
  - Le Rudhallen de Göteborg (2002)